# Едигорьян, Цолак Геворкович
Цолак Геворкович Едигорьян (30 мая 1915 года, Эривань, Эриванская губерния (ныне — Ереван, Армения) — 12 июня 1973 года, Курск) — советский государственный и военный деятель, Герой Социалистического Труда, подполковник (1968 год).

## Начальная биография
Цолак Геворкович Едигорьян родился 17 (30) мая 1915 года (по другим данным — 18 (31) мая того же года) в Эривани (ныне — Ереван).
В 1939 году Цолак Едигорьян закончил Ростовский финансово-экономический институт.
В сентябре 1939 года был призван в армию, где служил в органах военной контрразведки в Северо-Кавказском военном округе.

## Великая Отечественная война
В июле 1941 года был назначен на должность заместителя начальника особого отдела НКВД охраны тыла 9-й армии. В этой должности проработал до ноября того же года, когда был назначен на должность заместителя начальника особого отдела НКВД 151-го армейского управления военно-полевого строительства 8-й сапёрной армии, принимавшей участие в строительстве Донского оборонительного рубежа по рекам Аксай — Дон — Северский Донец, а также Ворошиловградского и Ростовского оборонительных обводов. С марта 1942 года Цолак Едигорьян работал заместителем начальника особого отдела НКВД 140-й танковой бригады. Принимал участие в битве за Кавказ.
С января по август 1943 года был заместителем начальника отдела контрразведки СМЕРШ спецлагеря № 261 в Армавире, а августа 1943 по октябрь 1944 года — заместителем начальника отдела контрразведки СМЕРШ спецлагеря № 205 в Краснодаре.
С октября 1944 года Едигорьян находился в резерве Главного Управления СМЕРШ, а с марта по июнь 1945 года работал на должности заместителя начальника отдела контрразведки СМЕРШ 50-го отдельного учебного стрелкового полка (Орловский военный округ).
С июня 1945 года капитан Едигорьян находился в запасе.

## Послевоенная карьера
С 1945 по 1949 годы Цолак Геворкович работал секретарём Касторненского райкома партии по кадрам, а также инструктором отдела партийных, профсоюзных и комсомольских органов Курского обкома партии, с 1949 по 1959 годы — первым секретарём Обоянского райкома партии.
Указом Президиума Верховного Совета СССР за успехи в деле развития сельского хозяйства и получение высоких показателей по производству сельскохозяйственных продуктов от 7 декабря 1957 года Цолаку Геворковичу Едигорьяну присвоено звание Героя Социалистического Труда с вручением ордена Ленина и медали «Серп и Молот».
С 1960 по 1962 годы Цолак Геворкович Едигорьян работал первым секретарём Дмитриевского райкома партии, с января 1963 года — заместителем председателя Комитета партийного и государственного контроля Курского обкома и облисполкома, с января 1966 года по сентябрь 1970 года — председателем Комитета народного контроля Курской области, а с 1970 года — начальником Курского областного треста ресторанов и кафе.
Цолак Геворкович Едигорьян жил в Курске, где и умер 12 июня 1973 года. Похоронен на Северном кладбище в Курске.

## Награды
- Орден Ленина (7.12.1957)
- Орден Красной Звезды (14.01.1944);
- Орден «Знак Почёта»;
- Медали